# Ernie Blenkinsop
Ernie Blenkinsop (eigentlich: Ernest Blenkinsop; * 20. April 1902 in Cudworth, South Yorkshire; † 24. April 1969 in Sheffield) war ein englischer Fußballspieler. Er absolvierte in seiner Fußballkarriere zwischen 1928 und 1933 insgesamt 26 Länderspiele für die englische Fußballnationalmannschaft.

## Sportlicher Werdegang
Nachdem Blenkinsop zunächst bei seinem Heimatverein, den Cudworth United Methodists, das Fußballspielen erlernte und später bei Hull City als Mittelstürmer eingesetzt wurde, wechselte er zur Saison 1922/23 zum Zweitligisten Sheffield Wednesday und spielte dort fortan auf der Position des linken Verteidigers.
In seiner vierten Spielzeit gelang ihm mit Sheffield der Aufstieg in die erste Liga. Es folgte eine kontinuierliche Verbesserung der Leistung Blenkinsops und des Vereins. Blenkinsop, dessen Stärke im Zweikampfverhalten lag, debütierte am 17. Mai 1928 für die englische Nationalmannschaft, als diese in Paris das französische Team mit 5:1 besiegte. Es folgte ein weiterer Höhepunkt im Jahr 1929, als Sheffield die englische Meisterschaft gewann.
Nur ein Jahr später konnte Sheffield den Titel verteidigen und Blenkinsop wurde Mannschaftskapitän der Nationalmannschaft. Es sollten in der insgesamt elfjährigen Zeit Blenkinsops für Sheffield keine weiteren Trophäen folgen und im Jahr 1934 wechselte Blenkinsop zum FC Liverpool, was vor allem die Anhänger von Sheffield Wednesday enttäuschte.
In Liverpool, wo er insgesamt in 71 Spielen eingesetzt wurde, konnte er nicht an seine besten Leistungen aus vergangenen Tagen anknüpfen. Nach weiteren Stationen in niedrigeren Spielklassen bei den Vereinen Cardiff City, dem FC Buxton und dem FC Hurst, sowie als Gastspieler während des Zweiten Weltkriegs bei Halifax Town und Bradford City beendete Blenkinsop anschließend seine Karriere.
Nach dem Krieg betrieb Blenkinsop mit seinem Sohn, Barry Blenkinsop, zunächst in den 1950er-Jahren die Gaststätte Mason's Arms in Crookes, Sheffield und bis zu seinem Tod im Jahr 1969 das Sportsman's Inn in Crosspool, Sheffield.

## Erfolge
- Englischer Meister: 1929, 1930